# Žilina (stad)
Žilina (Duits: Sillein of Silein, Hongaars: Zsolna, Pools: Żylina, Latijn: Solna), is een stad in het noordwesten van Slowakije en ligt aan de rivier de Váh. Žilina is de hoofdstad van de regio Žilina en met ruim 85.000 inwoners de vijfde stad van Slowakije.

## Geschiedenis
De omgeving van het huidige Žilina werd in de late steentijd voor het eerst bewoond. In de vijfde eeuw kwamen de Slaven naar het gebied. De eerste verwijzing naar Žilina als stad stamt uit 1208, als kleine Slowaakse stad. Aan het einde van de dertiende eeuw werd de stad nagenoeg geheel verwoest, om vervolgens weer te worden opgebouwd door Duitse kolonisten uit de regio Teschen.
In 1321 werd Žilina door de Hongaarse koning Karel Robert benoemd tot Vrije Koninklijke Stad. In 1405 werd de stad door de Hussieten platgebrand. Pas in de zeventiende eeuw kwam Žilina weer tot bloei als centrum van fabriekswerk, handel en opleiding. In de tweede helft van de negentiende eeuw kreeg de stad een nieuwe impuls door de aanleg van nieuwe spoorlijnen: De lijn tussen Košice en Bohumín (Tsjechië) werd in 1872 in gebruik genomen en de spoorlijn naar Bratislava in 1883.
Van 11 december 1918 tot 3 februari 1919 was Žilina de zetel van de eerste Slowaakse regering in Tsjechoslowakije. Op 6 oktober 1938 werd de autonomie van Slowakije binnen Tsjechoslowakije uitgeroepen in Žilina. Na de Tweede Wereldoorlog maakte de stad weer een grote ontwikkeling door en werden veel nieuwe fabrieken, scholen en huizen gebouwd. In 1953 werd de Žilinská univerzita (universiteit) opgericht. In de jaren 90 van de twintigste eeuw is het historische centrum van de stad gerestaureerd en heeft de stad op eigen kosten trolleybuslijnen aangelegd. In 2006 opende autofabrikant Kia een grote fabriek nabij de stad.

## Verkeer en vervoer

### Trein
Žilina heeft een spoorwegstation. Elk uur vertrekt er een expresse naar Praag, die afwisselende routes volgt en om-en-om een restauratierijtuig meeneemt (in het laatste geval rijdt de trein dan in Tsjechië als EuroCity).

### Wegvervoer
Žilina ligt langs de in aanbouw zijnde autosnelweg D1 (Slowaaks: diaľnica D1, E50), een verbinding tussen het westen en het oosten van Slowakije.

### Luchthaven
Ongeveer tien kilometer buiten de stad ligt de kleine internationale luchthaven van Žilina.

## Sport
Žilina is de thuishaven van de Slowaakse voetbalclub MŠK Žilina, dat zijn thuiswedstrijden speelt in het Štadión pod Dubňom. Het complex werd geopend op 10 augustus 1941 en is vernoemd naar de nabijgelegen heuvel Dubén.

## Partnersteden
| - Bielsko-Biała, Polen - Blagoëvgrad, Bulgarije - Burgas, Bulgarije - Changchun, China - Chania, Griekenland - Corby, Verenigd Koninkrijk - Cotonou, Benin - Czechowice-Dziedzice, Polen - Dnipro, Oekraïne - Essen, België | - Ferrara, Italië - Hrodna, Wit-Rusland - Izmir, Turkije - Kikinda, Servië - Koper, Slovenië - Majkop, Rusland - Nanterre, Frankrijk - Piatra Neamţ, Roemenië |

## Bekende inwoners van Žilina

### Geboren
- Victor Tausk (1879), psychoanalyticus en neuroloog
- Stanislav Griga (1961), voetballer en voetbalcoach
- Miroslav Hýll (1973), voetballer
- Martin Riška (1975), wielrenner
- Marek Mintál (1977), voetballer
- Tomáš Oravec (1980), voetballer
- Lukáš Tintěra (1982), golfer
- Tomáš Hubočan (1985), voetballer
- Dušan Kuciak (1985), voetballer
- Peter Pekarík (1986), voetballer
- Juraj Sagan (1988), wielrenner
- Martin Dúbravka (1989), voetballer
- Peter Sagan (1990), wielrenner

## Galerij

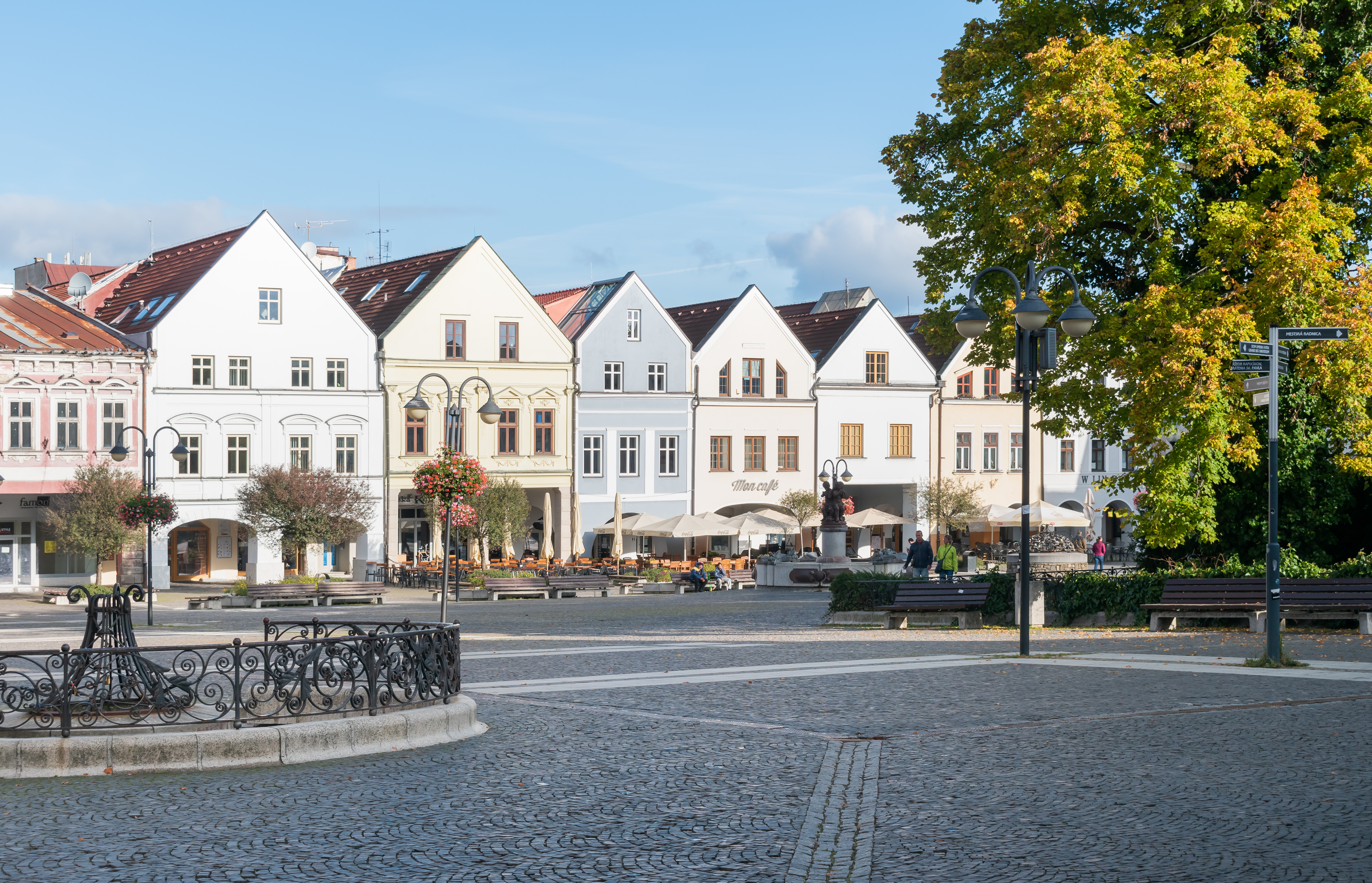
Kleurrijke gevels aan het plein Mariánske námestie
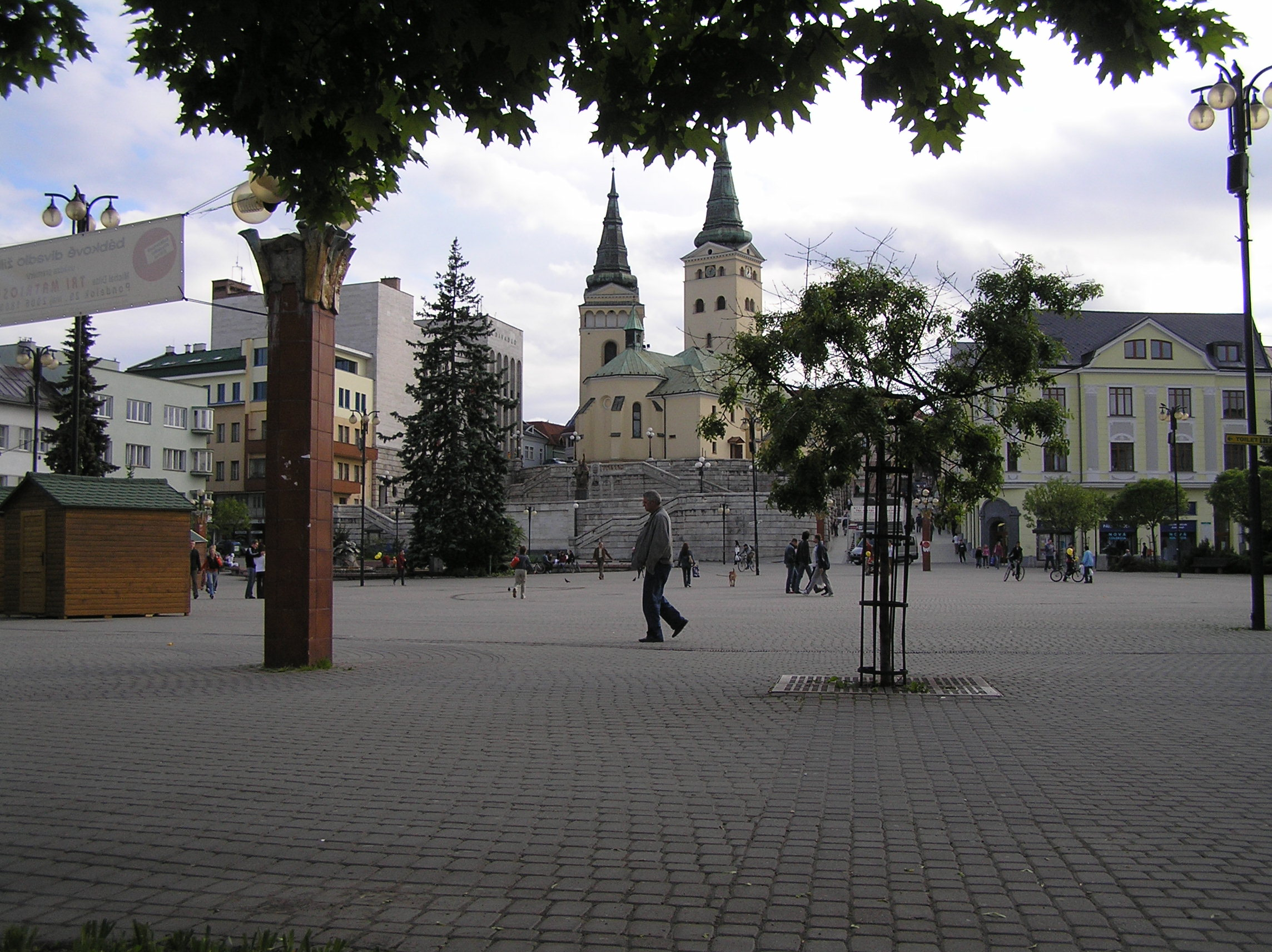
Het plein Námestie Andreja Hlinku
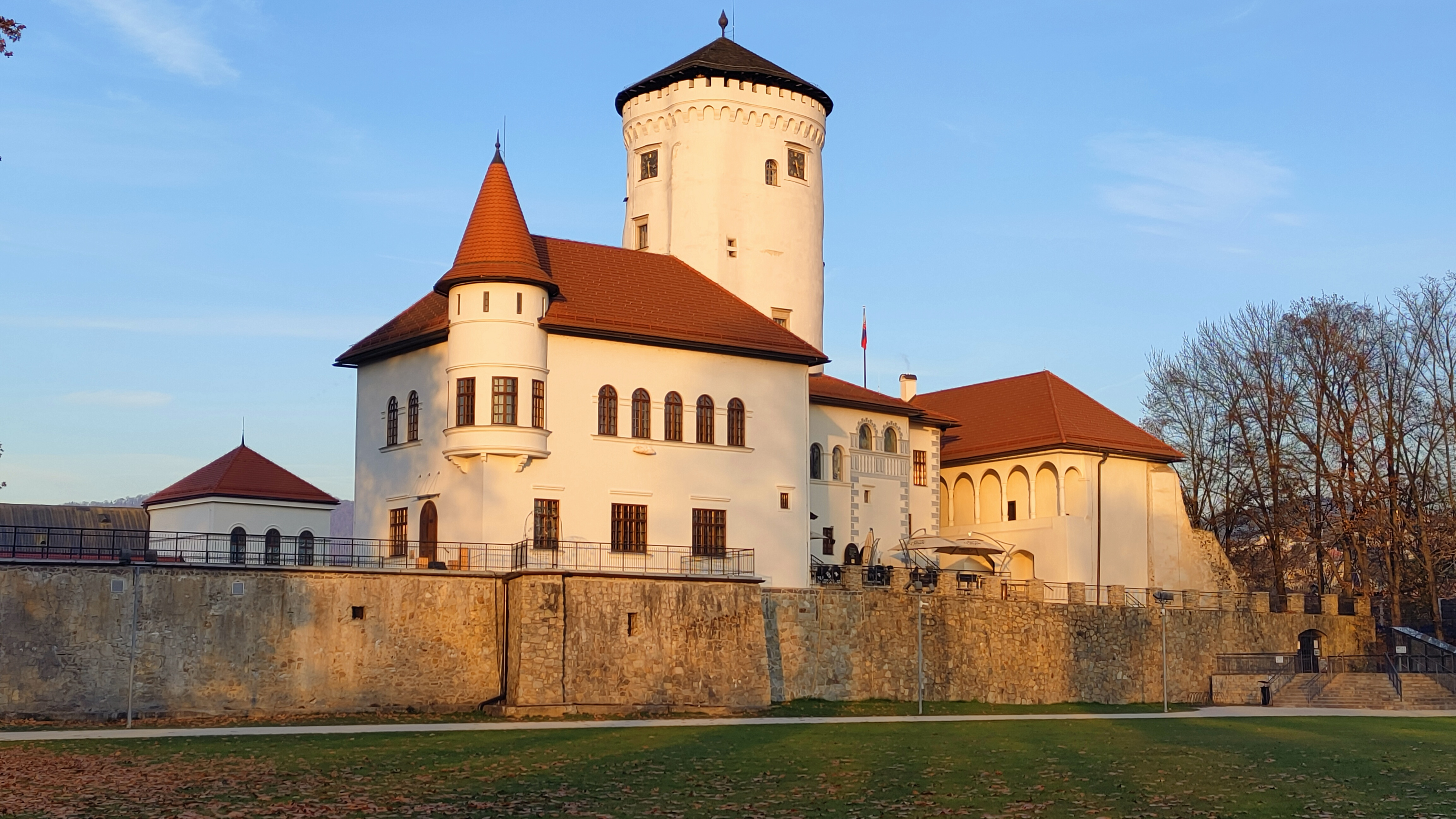
Budatínska veža (toren)
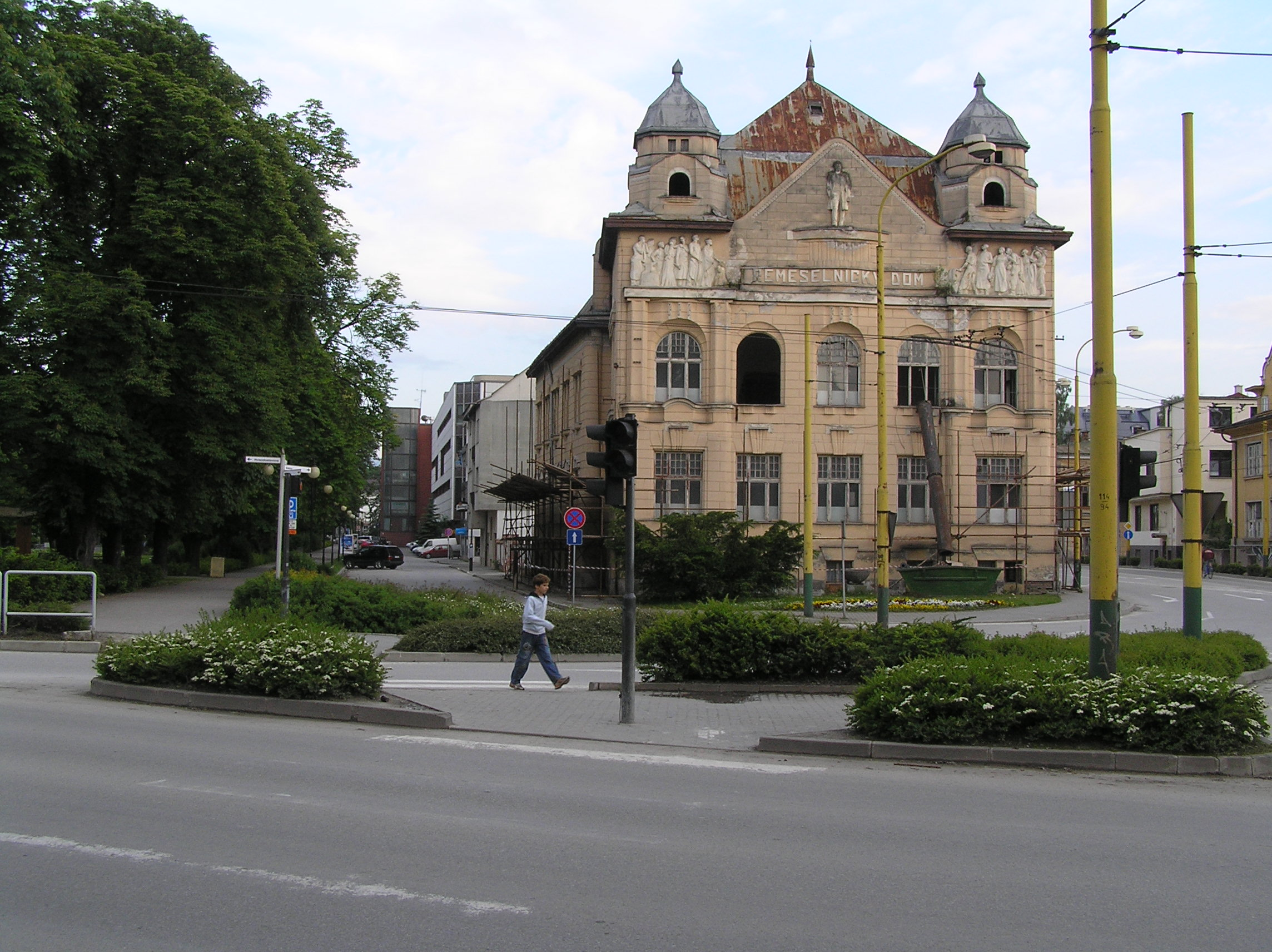
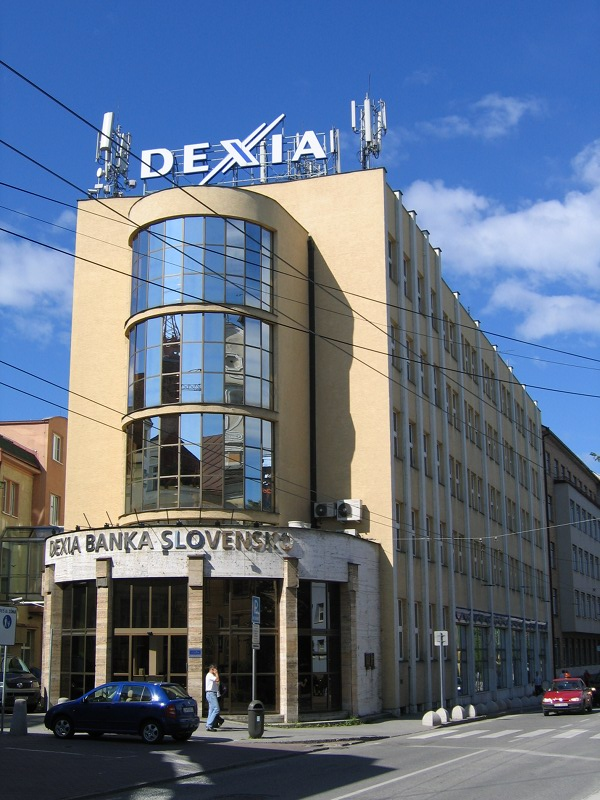
Beschermd monument in  Žilina

Banská Bystrica · Bardejov · Bratislava · Humenné · Komárno · Košice · Levice · Liptovský Mikuláš · Martin · Michalovce · Nitra · Nové Zámky · Poprad · Považská Bystrica · Prešov · Prievidza · Ružomberok · Spišská Nová Ves · Trenčín · Trnava · Žilina · Zvolen